# Grand Prix Cycliste de Québec 2014
Il Grand Prix Cycliste de Québec 2014, quinta edizione della corsa, valido come ventiquattresimo evento dell'UCI World Tour 2014, si svolse il 12 settembre 2014 su un percorso di 199,1 km. Fu vinto dall'australiano Simon Gerrans, che concluse la gara in 4h42'54" alla media di 42,22 km/h.
Alla partenza erano presenti 152 ciclisti dei quali 135 portarono a termine la gara.

## Squadre partecipanti
| N.    | Cod. | Squadra                 |
| ----- | ---- | ----------------------- |
| 1-8   | LAM  | Lampre-Merida           |
| 11-18 | MOV  | Movistar Team           |
| 21-28 | ALM  | AG2R La Mondiale        |
| 31-38 | TCS  | Tinkoff-Saxo            |
| 41-48 | OPQ  | Omega Pharma-Quickstep  |
| 51-58 | KAT  | Katusha Team            |
| 61-68 | BEL  | Belkin Pro Cycling Team |
| 71-78 | BMC  | BMC Racing Team         |
| 81-88 | AST  | Astana Pro Team         |
| 91-98 | TFR  | Trek Factory Racing     |

| N.      | Cod. | Squadra            |
| ------- | ---- | ------------------ |
| 101-108 | GIA  | Team Giant-Shimano |
| 111-118 | SKY  | Team Sky           |
| 121-128 | LTB  | Lotto-Belisol      |
| 131-138 | OGE  | Orica-GreenEDGE    |
| 141-148 | FDJ  | FDJ.fr             |
| 151-158 | GRS  | Garmin-Sharp       |
| 161-168 | CAN  | Cannondale         |
| 171-178 | EUC  | Team Europcar      |
| 181-188 | CAN  | Canada             |

## Ordine d'arrivo (Top 10)
| Pos. | Corridore            | Squadra       | Tempo    |
| ---- | -------------------- | ------------- | -------- |
| 1    | Simon Gerrans        | Orica-GreenE. | 4h42'54" |
| 2    | Tom Dumoulin         | Giant-Shimano | s.t.     |
| 3    | Ramūnas Navardauskas | Garmin-Sharp  | s.t.     |
| 4    | Daryl Impey          | Orica-GreenE. | s.t.     |
| 5    | Greg Van Avermaet    | BMC Racing    | s.t.     |
| 6    | Gianni Meersman      | Omega Pharma  | s.t.     |
| 7    | Sep Vanmarcke        | Belkin        | s.t.     |
| 8    | Enrico Gasparotto    | Astana        | s.t.     |
| 9    | Tony Gallopin        | Lotto-Belisol | s.t.     |
| 10   | Bauke Mollema        | Belkin        | s.t.     |